# Christopher Gray
Christopher Gray (* 24. April 1950 in Kansas City, Missouri; † 10. März 2017 in Manhattan, New York City) war ein US-amerikanischer Journalist und Sozialforscher. Zahlreiche Fachartikel bezeugen seine regelmäßigen Arbeiten für The New York Times (NYT). Er beschäftigte sich vor allem mit Architekturgeschichte. NYT würdigte seine Tätigkeit als „Architekturdetektiv und Sozialhistoriker“.

## Leben und Arbeit
Im Alter von neun Jahren zog Christopher Gray nach New York und war von der neuen, ihn umgebenden „Wolkenkratzer-Umgebung“ wie gefangen. 1975 erwarb Gray an der Columbia University seinen Bachelor-Abschluss in Kunstgeschichte. Kurz darauf begann er seine Karriere als Architekturpädagoge, -forscher und -schriftsteller. Danach studierte er an der New School for Social Research und am Trinity College in Connecticut. Seinen Broterwerb bestritt er auch als Seemann, Taxifahrer und Postbote.
Grays Kolumne Streetscapes, die von 1987 bis 2014 in der New York Times mit insgesamt mehr als 1450 Einzelartikeln wöchentlich erschien führte den Lesern die Vielfalt der Gebäude um sie herum vor Augen. Mit dem Schreiben über die Besonderheiten der New Yorker Architektur in seiner wöchentlichen Kolumne setzte sich Gray nach eigener Aussage auseinander mit „the everyday buildings, to investigate even the most trivial, incidental, oddball structures (alltäglichen Gebäude[n], um selbst die trivialsten, beiläufigsten und seltsamsten Strukturen zu untersuchen)“.
Ein weiteres Verdienst ist seine Gründung des Office for Metropolitan History (OMH) 1975, in dem Recherchen zur Architekturgeschichte New Yorker Gebäude durchgeführt werden. Über vier Jahrzehnte trug Gray wichtige Quellen zusammen. Der Fundus umfasst 18.000 Fotos, 40.000 Negative und 8.000 Architekturzeichnungen, davon viele aus dem 19. Jahrhundert. Zu der Sammlung gehören auch Fachartikel, preisgekrönte Schriften und Bücher, seine Kolumnen All the Best Places für das Magazin House and Garden, Neighborhood im Avenue Magazine und eben auch Streetscapes in der NYT. Nach seinem Tod wurde die Sammlung von dem Journalisten und Romanautor John Freeman Gill – bekannt durch sein Werk The gargoyle hunters, in deutscher Übersetzung unter Fassadendiebe – weiter betreut. Inzwischen ist das Vermächtnis an Landmark West, eine gemeinnützige Organisation für Architektur, Kunst und Kultur, übergegangen. Grays Arbeiten wurden unter anderem anerkannt und gewürdigt von dem American Institute of Architects, Classical America und dem New York Landmarks Conservancy.
Das Archiv des OMH half nach den Terroranschlägen vom 11. September mit Zeichnungen und Bauplänen benachbarter Gebäude, die durch den Anschlag beschädigt worden waren, eingeschlossene Personen zu retten und die Gebäudestruktur sachgerecht wieder instand zu setzen. Bei sieben von neun infrage kommenden Gebäuden waren diese Unterlagen hilfreich.
Sein Einsatz für die New Yorker Bausubstanz sei nicht als eine Art von Denkmalschutz zu verstehen, notierte The Architect’s Newspaper 2017, doch würden ihn wegen seines Witzes und Zynismus gerade die Denkmalschützer als „David Letterman der Architekturgeschichte“ verehren. Dennoch habe Gray zu einem breiten Bewusstsein für den Wert der Denkmalpflege beigetragen. Dieser Geist widerspiegle sich auch darin, dass er 2015 den Lucy G. Moses Preservation Leadership Award als Heinrich VIII. verkleidet entgegennahm.
Gray und sein OMH erstellten einen Leitfaden zur Erforschung der Geschichte eines Gebäudes in New York City (A Guide to Researching the History of a New York City Building), mithilfe dessen es Denkmalpflegern ermöglicht wird, typische Recherchetechniken für Gebäude in New York zu beschreiben und zu erklären. Damit ist es möglich, wirksam die Schutzwürdigkeit von Baudenkmälern zu begründen.
Ferner gab Gray viele Buchempfehlungen zu diesem Themenkomplex ab und bewertete Bauvorhaben vor allem nach dem örtlichen Umfeld, wobei er auch nicht vor Kritik zurückscheute.
Gray war seit 1980 verheiratet mit seiner Frau Erin, geborene Drake, und hatte mit ihr einen Sohn und eine Tochter. Er starb nach Angaben seiner Familie an einer Lungenentzündung, die durch eine andere, nicht genannte Grunderkrankung kompliziert worden war, im Alter von 66 Jahren. Seine Leistungen wurden am 4. Mai 2017 mit einer öffentlichen Gedenkfeier in der Abteilung für Kunstgeschichte, Städtebau und Architektur der New York University gewürdigt.
Er selbst schrieb zu seiner Arbeit, es wären nicht die großen Sehenswürdigkeiten, sondern: 

“It was the little dead ends, the deserted loft districts, the old ethnic clubs—these were what were interesting.”

„Es waren die kleinen Sackgassen, die verlassenen Loftviertel, die alten ethnischen Clubs – das war es, was interessant war.“

## Werke
- gemeinsam mit David Stravitz; Harry N. Abrams: New York, Empire City 2004, ISBN 0-8109-5011-1
- gemeinsam mit Harry N. Abrams: New York Streetscapes 2003, ISBN 0-8109-4441-3
- gemeinsam mit David Stravitz: The Chrysler Building: Creating a New York Icon Day by Day Princeton Architectural Press 2002, ISBN 1-56898-354-9
- Sutton Place, Uncommon Community by the River, Sutton Area Community 1997, ISBN 0-9652934-0-8
- Fifth Avenue, from Start to Finish, 1911, in Historic Block-by-Block Photographs, Dover 1994, ISBN 0-486-28146-9
- Changing New York, Dover Publications 1992, ISBN 0-486-26936-1
- gemeinsam mit John Boswell: Blueprints, Simon & Schuster 1981, ISBN 0-671-41973-0